# Курбакино
Курба́кино — упразднённая деревня, существовавшая на территории Железногорского района Курской области до конца 1980-х годов. Являлась административным центром Курбакинского сельсовета. Была расселена в связи с расширением карьера Михайловского ГОКа. 

## География
Располагалась в 8,5 км к юго-востоку от центральной части Железногорска и в 3 км к западу от села Макарово на реке Чернь, при впадении в неё реки Рясник.

## Этимология
Вероятно, деревня получила название от фамилии или прозвища первопоселенца. В свою очередь, слово «курбака» (qurbaqa) имеет тюркское происхождение и переводится как жаба или лягушка.

## История

### Археология
На месте деревни Курбакино в IV—V веках нашей эры существовало поселение, относящееся к Киевской археологической культуре (предположительно славянское). В 2017 году здесь были проведены раскопки, во время которых были обнаружены следы двух домов, многочисленных хозяйственных построек и зерновых ям. Также на месте поселения были найдены остатки серебряных и медных украшений (браслеты, фибулы-застежки, бусины, предположительно импортные), литейные формы, что говорит о занятии ювелирным делом, костяные и глиняные остатки частей ткацкого и прядильного станков, многочисленные черепки местной керамики. По мнению археологов здесь жила большая семейная община. По неизвестным причинам поселение опустело, причём, следов разрушения или сожжения нет, люди просто собрали вещи и ушли.

### XVII — начало XX века
Деревня Курбакино возникла в XVII веке как поселение служилых людей, охранявших южные рубежи Русского государства от набегов ногайцев и крымских татар. Впервые упоминается в отказной книге 1682 года, где указано, что в пустоши Курбакиной у детей боярских Акима Азарова, Лукьяна Миленина и Акима Агаркова купил поместье боярин и оружейничий Иван Масимович Языков. Однако в том же 1682 году И. М. Языков был убит в ходе Стрелецкого бунта в Москве. 
В XVII—XVIII веках деревня входила в состав Речицкого стана Кромского уезда, располагаясь на его юго-западной окраине. До конца XIX века Курбакино имело статус сельца, так как здесь находилась усадьба помещиков. Бо́льшую часть населения Курбакина составляли крепостные крестьяне. После Языкова сельцом владел граф Василий Фёдорович Салтыков (1672—1730), который подарил его вместе с соседней деревней Солдаты своей сестре — царице Прасковье Фёдоровне. Та, в свою очередь, пожаловала эти селения своему фавориту — Василию Алексеевичу Юшкову, после смерти которого в 1726 году, сельцо Курбакино и деревня Солдаты перешли во владение к его дочери — Прасковье Васильевне, в замужестве Самариной (1722—1782). По данным 4-й ревизии 1782 года её дочери, девице Татьяне Ивановне Самариной, в Курбакино принадлежало 135 душ мужского пола и 146 душ женского пола. По данным 6-й ревизии 1811 года сельцом владел помещик Пётр Иванович Самарин с сёстрами. К моменту отмены крепостного права в 1861 году помещиком в Курбакино был сын П. И. Самарина — гвардии ротмистр Ипполит Петрович Петровский. По данным 9-й ревизии 1850 года ему принадлежало 34 двора крестьянских, в которых проживало 404 человека (201 мужского пола и 203 женского). По данным 10-й ревизии 1858 года И. П. Петровскому в Курбакино принадлежало 47 дворов, в которых проживало 398 человек (194 мужского пола и 204 женского).
Наряду с крепостными крестьянами в Курбакино жили однодворцы — потомки первопоселенцев, служилых людей, которые составляли меньшую часть населения сельца. По переписи 1710 году здесь жили рейтар Пикалов с племянниками, недоросль Отонеев, вдова Зеленина, недоросль Зеленин. По данным 4-й ревизии 1782 года в Курбакино было 10 дворов однодворцев, в которых проживало 47 мужчин и 50 женщин. По данным 9-й ревизии 1850 года в деревне оставалось 9 дворов однодворцев, в которых проживало 82 человека. Главами семей в то время были: Мартин Гаврилович Трещев, Николай Иванович Пикалов, Григорий Никифорович Пикалов, Сергей Егорович Зеленин, Василий Филиппович Зеленин, Федор Никифорович Зеленин. Среди однодворцев отдельно указаны семьи солдат: отставного рядового Михаила Ивановича Пикалова и кантониста Артёма Никифоровича Трещева.
Население деревни было приписано к приходу храма Николая Чудотворца соседнего села Макарово. Зажиточные крестьяне Афанасий Николаевич и Давид Афанасьевич Пикаловы в течение многих лет избирались церковными старостами этого храма.
В 1802—1928 годах Курбакино входило в состав Дмитровского уезда Орловской губернии. В 1866 году в Курбакино было 55 дворов, проживали 550 человек (229 мужского пола и 321 женского), действовали 6 маслобоен. К 1877 году число дворов увеличилось до 75, число жителей — до 559 человек. С 1861 года Курбакино входило в состав Большебобровской волости Дмитровского уезда. В 1897 году здесь проживало 678 человек (334 мужского пола и 344 женского); всё население исповедовало православие. В начале XX века деревня числилась уже в составе Веретенинской волости Дмитровского уезда. В то время здесь действовали мукомольный и масляный заводы, принадлежавшие Давиду Афанасьевичу Пикалову. 

### Советский период
В 1926 году в деревне было 111 дворов, проживало 596 человек (284 мужчины и 312 женщин), действовала школа 1-й ступени, пункт ликвидации неграмотности. В то время Курбакино было административным центром Курбакинского сельсовета Долбенкинской волости Дмитровского уезда. С 1928 года в составе Михайловского (ныне Железногорского) района. 
В начале 1930-х годов в Курбакино был создан колхоз имени Чапаева. В разное время эту артель возглавляли Иван Владимирович Пузанов, Александр Григорьевич Калинин, Сопляков и другие. В 1937 году в Курбакино было 120 дворов. В годы Великой Отечественный войны, во время оккупации, в деревне находилась конспиративная квартира Михайловского отряда 1-й Курской партизанской бригады. В 1950 году курбакинский колхоз имени Чапаева был присоединён к колхозу имени Молотова (центр в д. Толчёное). В 1957 году эта артель получила новое название — «Путь к коммунизму». В 1959 году «Путь к коммунизму» был упразднён и с этого времени хозяйства Курбакина числились в составе колхоза имени Карла Маркса (центр в с. Лужки).
В 1950-е годы рядом с деревней было обнаружено месторождение железной руды и началась его разработка. В середине 1973 года в связи с отводом земель под карьер Михайловского ГОКа Курбакинский сельсовет был упразднён, а жителей его населённых пунктов начали переселять в Железногорск. Курбакино с соседними поселениями переходит в подчинение Андросовскому сельсовету. К концу 1970-х годов была закрыта Курбакинская школа. В конце 1980-х годов деревню покинули последние жители. В память о деревне Курбакино была названа железнодорожная станция Курбакинская на линии Арбузово — Орёл.

## Население
| Годы      | 1782 | 1850 | 1866 | 1877 | 1897 | 1926 | 1979 |
| --------- | ---- | ---- | ---- | ---- | ---- | ---- | ---- |
| Население | 378  | 486  | 550  | 559  | 678  | 596  | 225  |

## Исторические фамилии
Бородины, Зеленины, Калинины, Манохины, Пикаловы, Полетаевы, Пузановы, Савочкины, Соболевы, Сопляковы, Черкасовы и другие